# Прва Расинска окружна лига у фудбалу
Прва Расинска окружна лига је једна од 31 Oкружних лига у фудбалу. Окружне лиге су пети ниво лигашких фудбалских такмичења у Србији. Виши степен такмичења је Зона Запад, a нижи Друга Расинска окружна лига и Градска лига Крушевац. Лига је oснована 2010. године, а у у првој сезони је бројала 16 клубова.Кроз године се тај број увећавао и смањивао. Лига тренутно броји 18 клубова.

## Победници свих првенстава
| Сезона   | Бр. клуб. | Првак                       | Бодови | Вицепрвак                   | Бодови |
| 2010/11. | 16        | ФУД, Брус                   | 62     | Пољопривредник, Почековина  | 54     |
| 2011/12. | 16        | Бошњане, Бошњане            | 66     | Пољопривредник, Почековина  | 65     |
| 2012/13. | 15        | Трајал, Крушевац            | 67     | Слога, Ћићевац              | 62     |
| 2013/14. | 18        | Темнић, Варварин            | 83     | Пољопривредник, Почековина  | 73     |
| 2014/15. | 18        | Бошњане, Бошњане            | 82     | Слога, Ћићевац              | 73     |
| 2015/16. | 16        | Трајал, Крушевац            | 60     | 13. Април, Ломница          | 57     |
| 2016/17. | 14        | 13. Април, Ломница          | 59     | Купци, Купци                | 58     |
| 2017/18. | 17        | Јастребац, Велики Шиљеговац | 76     | Јухор, Обреж                | 72     |
| 2018/19. | 17        | Мешево, Мешево              | 74     | Јединство 1936, Крушевац    | 74     |
| 2019/20. | 16        | Слога, Мајдево              | 39     | Градина Пејовац, Трстеник   | 34     |
| 2020/21. | 18        | Градина Пејовац, Трстеник   | 70     | Горњи Степош, Горњи Степош  | 67     |
| 2021/22. | 18        | Виноградар, Злегиње         | 77     | Слога, Ћићевац              | 74     |
| 2022/23. | 17        | Темнић, Варварин            | 88     | Слога, Ћићевац              | 66     |
| 2023/24. | 18        | Копаоник, Брус              | 95     | Јастребац, Велики Шиљеговац | 86     |

## Клубови у сезони 2018/19
| Клуб           | Место         | Општина/Град          |
| -------------- | ------------- | --------------------- |
| 13. Април      | Горња Ломница | Град Крушевац         |
| Благотин       | Пољна         | Општина Трстеник      |
| Варварин       | Варварин      | Општина Варварин      |
| Виноградар     | Горња Злегиња | Општина Александровац |
| Доњи Копаоник  | Разбојна      | Општина Брус          |
| Јединство 1936 | Крушевац      | Град Крушевац         |
| Купци          | Велики Купци  | Град Крушевац         |
| Мешево         | Мешево        | Град Крушевац         |
| Мачковац       | Мачковац      | Град Крушевац         |
| Младост        | Доњи Катун    | Општина Варварин      |
| Наупаре        | Наупаре       | Град Крушевац         |
| Пољопривредник | Почековина    | Општина Трстеник      |
| Рибник         | Горњи Рибник  | Општина Трстеник      |
| Слога Мајдево  | Мајдево       | Град Крушевац         |
| Слога Ћићевац  | Ћићевац       | Општина Ћићевац       |
| ФУД            | Брус          | Општина Брус          |
| Читлук         | Читлук        | Град Крушевац         |
| Шанац          | Шанац         | Град Крушевац         |